# Acalypha vagans
Acalypha vagans är en törelväxtart som beskrevs av Antonio José Cavanilles. Acalypha vagans ingår i släktet akalyfor, och familjen törelväxter. Inga underarter finns listade i Catalogue of Life.